# Hiroshi Aoyama
Pour les articles homonymes, voir Aoyama.
Hiroshi Aoyama (青山 博一, Aoyama Hiroshi) né le 25 octobre 1981 à Chiba, est un pilote de vitesse moto japonais
Champion du monde 250 cm3 en 2009, il court depuis 2010 en MotoGP et évoluera en Superbike en 2012.
Son frère cadet, Shūhei Aoyama, a lui aussi piloté en Grand Prix.

## Premiers pas en moto
Hiroshi Aoyama débute sous les yeux de son papa la compétition dès l'âge de cinq ans en Pocketbike. Le jeune montre rapidement du potentiel, fait ses gammes en Minibike pendant son adolescence et accède au championnat japonais 125 cm3 à sa dix-huitième année. Il grimpe dès la saison suivante en 250 cm3 et termine deuxième du classement final. Ces performances lui ouvrent la porte du championnat du monde.

## Championnat du monde

### Débuts en250cm3
Aoyama lance sa carrière à l'échelon mondial en 250 cm3 à l'occasion du Grand Prix du Pacifique, sur le circuit de Motegi. Il termine huitième et inscrit ainsi les premiers points de sa carrière. Il continue d'apparaître épisodiquement en Grand Prix jusqu'à son coup d'éclat, à domicile, sur le circuit de Suzuka. Le pilote nippon réussit à terminer en deuxième position à seulement un souffle de la victoire, battu par Manuel Poggiali.

### Pilote à plein temps
En 2004, Hiroshi s'engage pour sa première saison complète en mondial. Il signe deux troisièmes places et termine le championnat en sixième position. Il lui faudra attendre encore un an pour connaître l'ivresse de la victoire, qui arrive le 18 septembre 2005 au Japon sur le circuit de Motegi.
Fidèle à Honda depuis ses débuts en compétition, Aoyama est recruté pour 2006 par le constructeur autrichien KTM. Le Japonais fait preuve d'une belle aisance en s'imposant à deux reprises pour une quatrième place au classement final, mais n'est pas autant en réussite les saisons suivantes. Fin 2008, KTM décide de mettre un terme à sa présence en 250 cm3. Aoyama retourne alors chez Honda, sa marque de toujours.

### Le sacre
Lors de la saison 2009, Aoyama se montre d'entrée compétitif. Il se classe quatrième au Qatar, deuxième au Japon, puis remporte en Espagne, aux nez et à la barbe de ses rivaux ibériques, Héctor Barberá et Álvaro Bautista, la première victoire de sa saison. Il récidivera aux Pays-Bas, en Grande-Bretagne puis en fin de saison en Malaisie. Cette année semble être enfin la bonne. Il occupe les commandes du championnat au moment d'aborder la dernière épreuve du calendrier, à Valence. Une onzième place lui suffit alors pour coiffer la couronne mondiale. Malgré une grosse frayeur en course avec une excursion dans les graviers, le Japonais rallie l'arrivée en septième position et décroche le premier titre de sa carrière.

### MotoGP

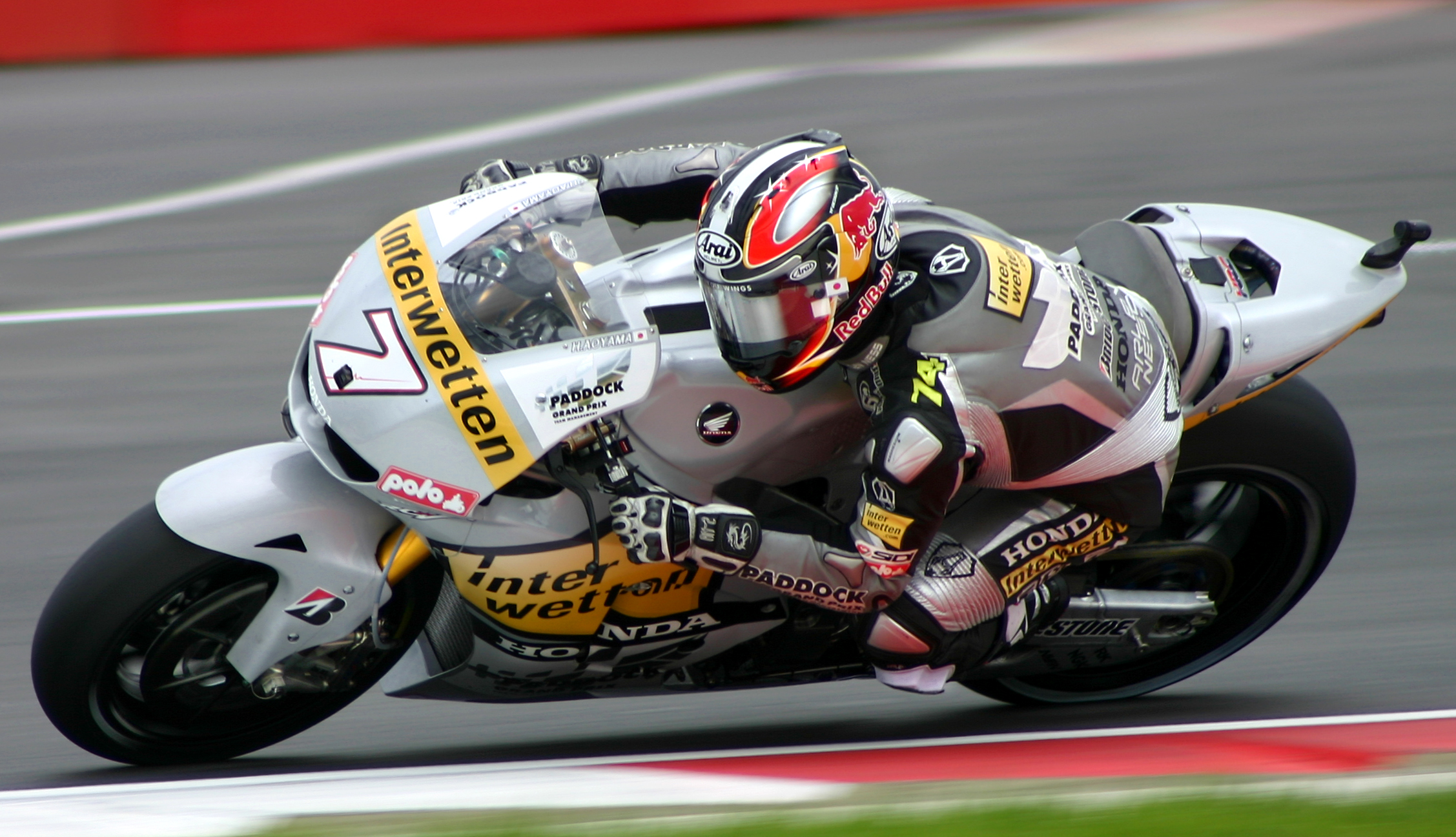
Hiroshi Aoyama peu avant sa blessure à Silverstone en 2010

Le tout nouveau champion du monde accède à l'élite des Grands Prix la saison suivante, sur une Honda RC212V, préparée par la structure Interwetten du Suisse Daniel Epp. Ses débuts sont mitigés et son année d'apprentissage va prendre un tournant dramatique dans une chute survenue durant le warm-up du Grand Prix de Grande-Bretagne. Victime d'une fracture à une vertèbre, il se voit contraint de rester sur la touche pendant plus de deux mois. Il termine sa première année en MotoGP au 15e rang, sa meilleure performance demeurant une septième position en Malaisie.
La saison suivante, le Japonais conserve un guidon Honda mais migre chez Gresini. Il y retrouve son ancien rival de la catégorie 250 cm3, Marco Simoncelli, qui dispose lui d'une machine d'usine. Aoyama parvient à tirer son épingle du jeu lors des manches inaugurales, avec notamment une quatrième place sous la pluie en Espagne, pendant que son équipier enchaîne les chutes. Aux Pays-Bas, il est invité par le Repsol Honda Team, l'écurie officielle du constructeur Honda, à piloter la moto de Dani Pedrosa, blessé quelques semaines plus tôt en France. Le Japonais termine à la huitième place puis retrouve son team d'origine lors de l'épreuve suivante. Il stagne ensuite et reste en milieu de classement. On vit alors les dernières courses du natif de Chiba en MotoGP, qui annonce le 15 octobre 2011 son départ de la catégorie reine pour le Superbike.
Il remplace Dani Pedrosa (souffrant du syndrome des loges) à partir de la seconde course du championnat MotoGP 2015.

### Superbike
Aoyama défend, en 2012, les couleurs du Team Honda Ten Kate.

## Statistiques en Grand Prix

### Par années
(Mise à jour après le   Grand Prix moto d'Allemagne 2015)
| Sais  | Cat.    | Moto  | Course | Vict | Pod | Pole | MT¹ | Pts  | Class | Titre |
| ----- | ------- | ----- | ------ | ---- | --- | ---- | --- | ---- | ----- | ----- |
| 2000  | 250 cm3 | Honda | 1      | 0    | 0   | 0    | 1   | 8    | 28e   | -     |
| 2001  | 250 cm3 | Honda | 2      | 0    | 0   | 0    | 0   | 3    | 28e   | -     |
| 2002  | 250 cm3 | Honda | 2      | 0    | 0   | 0    | 0   | 9    | 27e   | -     |
| 2003  | 250 cm3 | Honda | 2      | 0    | 1   | 1    | 1   | 31   | 15e   | -     |
| 2004  | 250 cm3 | Honda | 16     | 0    | 2   | 0    | 0   | 128  | 6e    | -     |
| 2005  | 250 cm3 | Honda | 16     | 1    | 4   | 2    | 0   | 180  | 4e    | -     |
| 2006  | 250 cm3 | KTM   | 16     | 2    | 7   | 1    | 4   | 193  | 4e    | -     |
| 2007  | 250 cm3 | KTM   | 17     | 2    | 4   | 1    | 2   | 160  | 6e    | -     |
| 2008  | 250 cm3 | KTM   | 16     | 0    | 2   | 1    | 0   | 139  | 7e    | -     |
| 2009  | 250 cm3 | Honda | 16     | 4    | 7   | 2    | 4   | 261  | 1er   | 1     |
| 2010  | MotoGP  | Honda | 12     | -    | -   | -    | -   | 53   | 15e   | -     |
| 2011  | MotoGP  | Honda | 17     | -    | -   | -    | -   | 98   | 10e   | -     |
| 2012  | MotoGP  | BQR   | 1      | -    | -   | -    | -   | 3    | 25e   | -     |
| 2013  | MotoGP  | FTR   | 16     | -    | -   | -    | -   | 13   | 20e   | -     |
| 2014  | MotoGP  | Honda | 18     | -    | -   | -    | -   | 68   | 14e   | -     |
| 2015  | MotoGP  | Honda | 4      | -    | -   | -    | -   | 5    | 23e   | -     |
| Total |         |       | 172    | 9    | 27  | 8    | 11  | 1352 |       | 1     |

¹Meilleur tour en course

### En détail
| Année | Catégorie | Moto  | 1      | 2      | 3       | 4       | 5       | 6      | 7      | 8      | 9       | 10     | 11     | 12     | 13     | 14     | 15     | 16     | 17     | 18     | Position | Points |
| ----- | --------- | ----- | ------ | ------ | ------- | ------- | ------- | ------ | ------ | ------ | ------- | ------ | ------ | ------ | ------ | ------ | ------ | ------ | ------ | ------ | -------- | ------ |
| 2000  | 250 cm3   | Honda | AFS    | MAL    | JPN     | ESP     | FRA     | ITA    | CAT    | P-B    | GBR     | ALL    | RTC    | POR    | VAL    | RIO    | PAC 8  | AUS    |        |        | 28e      | 8      |
| 2001  | 250 cm3   | Honda | JPN 13 | AFS    | ESP     | FRA     | ITA     | CAT    | P-B    | GBR    | ALL     | RTC    | POR    | VAL    | PAC 21 | AUS    | MAL    | RIO    |        |        | 28e      | 3      |
| 2002  | 250 cm3   | Honda | JPN 12 | AFS    | ESP     | FRA     | ITA     | CAT    | P-B    | GBR    | ALL     | RTC    | POR    | RIO    | PAC 11 | MAL    | AUS    | VAL    |        |        | 27e      | 9      |
| 2003  | 250 cm3   | Honda | JPN 2  | AFS    | ESP     | FRA     | ITA     | CAT    | P-B    | GBR    | ALL     | RTC    | POR    | RIO    | PAC 5  | MAL    | AUS    | VAL    |        |        | 15e      | 31     |
| 2004  | 250 cm3   | Honda | AFS 11 | ESP Ab | FRA 4   | ITA 9   | CAT 6   | P-B 10 | RIO 6  | ALL 4  | GBR 9   | RTC 7  | POR 9  | JPN 3  | QAT 3  | MAL Ab | AUS 7  | VAL Ab |        |        | 6e       | 128    |
| 2005  | 250 cm3   | Honda | ESP Ab | POR 6  | CHN 3   | FRA 6   | ITA 7   | CAT 4  | P-B 4  | GBR Ab | ALL 3   | RTC 5  | JPN 1  | MAL 5  | QAT 6  | AUS 6  | TUR 3  | VAL 6  |        |        | 4e       | 180    |
| 2006  | 250 cm3   | KTM   | ESP 6  | QAT 5  | TUR 1   | CHN 3   | FRA 4   | ITA Ab | CAT 6  | P-B 9  | GBR 3   | ALL 8  | RTC 3  | MAL Ab | AUS 3  | JPN 1  | POR 2  | VAL Ab |        |        | 4e       | 193    |
| 2007  | 250 cm3   | KTM   | QAT Ab | ESP 6  | TUR Ab  | CHN 9   | FRA Ab  | ITA 21 | CAT 7  | GBR 3  | P-B 5   | ALL 1  | RTC 6  | SMR 2  | POR Ab | JPN 8  | AUS 4  | MAL 1  | VAL 1  |        | 6e       | 160    |
| 2008  | 250 cm3   | KTM   | QAT 16 | ESP 4  | POR 5   | CHN 2   | FRA 7   | ITA 8  | CAT 7  | GBR 6  | P-B 6   | ALL 8  | RTC 13 | SMR Ab | IND C  | JPN 9  | AUS Ab | MAL 2  | VAL 5  |        | 7e       | 139    |
| 2009  | 250 cm3   | Honda | QAT 4  | JPN 2  | ESP 1   | FRA 8   | ITA 6   | CAT 2  | P-B 1  | ALL 4  | GBR 1   | RTC 4  | IND 2  | SMR 4  | POR 4  | AUS 7  | MAL 1  | VAL 7  |        |        | 1er      | 261    |
| 2010  | MotoGP    | Honda | QAT 10 | ESP 14 | FRA 11  | ITA 11  | GBR DNS | P-B    | CAT    | ALL    | USA     | RTC    | IND 12 | SMR 12 | ARA 13 | JPN 10 | MAL 7  | AUS 13 | POR 12 | VAL 14 | 15e      | 53     |
| 2011  | MotoGP    | Honda | QAT 10 | ESP 4  | POR 7   | FRA 8   | CAT Ab  | GBR 9  | P-B 8  | ITA 11 | ALL 15  | USA 10 | RTC 9  | IND 9  | SMR 11 | ARA 11 | JPN 9  | AUS Ab | MAL C  | VAL 12 | 10e      | 98     |
| 2012  | MotoGP    | BQR   | QAT    | SPA    | POR     | FRA     | CAT     | GBR    | NED    | GER    | ITA     | USA    | IND    | CZE    | RSM    | ARA    | JPN    | MAL    | AUS    | VAL 13 | 25e      | 3      |
| 2013  | MotoGP    | FTR   | QAT 15 | AME 17 | ESP 18  | FRA 19  | ITA Ab. | CAT WD | P-B    | ALL 17 | USA 16  | IND 15 | RTC 14 | GBR 18 | RSM 14 | ARA 14 | MAL 11 | AUS 20 | JPN 17 | VAL 16 | 20e      | 13     |
| 2014  | MotoGP    | Honda | QAT 11 | AME 12 | ARG 10  | SPA 12  | FRA 14  | ITA 14 | CAT 15 | NED 16 | GER 12  | IND 10 | CZE 13 | GBR 14 | RSM 12 | ARA 8  | JPN 13 | AUS 8  | MAL 11 | VAL 15 | 14e      | 68     |
| 2015  | MotoGP    | Honda | QAT    | AME 11 | ARG Ab. | ESP Ab. | FRA     | ITA    | CAT    | NED    | GER Ab. |        |        |        |        |        |        |        |        |        | 23e*     | 5*     |

- *Saison en cours

### Par catégorie
(Mise à jour après le   Grand Prix moto d'Allemagne 2015)
| Cat.    | Année     | 1er GP   | 1er podium | 1re victoire | Courses | Victoires | Podiums | Poles | MTC | Points | Titres |
| ------- | --------- | -------- | ---------- | ------------ | ------- | --------- | ------- | ----- | --- | ------ | ------ |
| 250 cm3 | 2000-2009 | PAC 2000 | JPN 2003   | JPN 2005     | 104     | 9         | 27      | 7     | 11  | 1112   | 1      |
| MotoGP  | 2010-2015 | QAT 2010 |            |              | 68      | -         | -       | -     | -   | 240    | -      |
| Total   | 2000-2011 |          |            |              | 172     | 9         | 27      | 8     | 11  | 1352   | 1      |